# Velika Ludina
Velika Ludina és un municipi de Croàcia que es troba al comtat de Sisak-Moslavina.